# سالوم رزق
سالوم رزق (بالإنجليزية: Salom Rizk)‏ (15 ديسمبر 1908 - 22 أكتوبر 1973 في الولايات المتحدة)؛ روائي أمريكي.

## الحياة المُبكّرة والتعليم
وُلد سالوم رزق في 15 كانون الأول/ديسمبر 1908 في سوريا العثمانية وتوفيَّ في 22 تشرين الأول/أكتوبر 1973 في سيلفر سبرينج بولاية ماريلاند) كان مؤلفًا سوريًا أمريكيًا، اشتهر بسيرته الذاتية المهاجرة عام 1943، يانكي السوري، وربما أشهر قطعة من الأدب العربي الأمريكي في منتصف القرن. أُطلق على الكتاب لقب «كلاسيكيات من نوع سيرة المهاجر»، خاصة بالنسبة للطريقة التي تصور بها قصة رزق الحلم الأمريكي، وفضائل الاستيعاب الثقافي، على حساب وطنه الأم، وهو يجده بغيضًا عندما يعود لزيارته. أصبح رزق معروفًا بدرجة كافية لدرجة أن مجلة ريدرز دايجست رعته في جولة محاضرة حول الولايات المتحدة باعتباره «المهاجر الأمريكي المثالي»، كما قام برعاية حملة أنقذوا الأطفال باستخدام الإعلانات في مجلات مثل Boys Life لمطالبة العائلات بإرسال أقلام الرصاص الإضافية الخاصة بهم، بحيث يمكن التبرع بها لأطفال المدارس المحتاجين في جميع أنحاء العالم كوسيلة لتعزيز الحرية والديمقراطية ومحاربة الاستبداد.

## المسيرة المهنيّة

### البداية
ولد رزق لأبوين عربيين مسيحيين في سوريا العثمانية (على الأرجح لبنان الحديث). توفيت والدته، التي كانت تحمل الجنسية الأمريكية، عندما كان صغيرًا، وتركته في رعاية الجدة الأمية التي لم تخبره بجنسيته الأمريكية، والتي لم يعرفها إلا عندما كان في الثانية عشرة من عمره. حيثُ استغرق الأمر خمس سنوات أخرى قبل أن يتمكَّن من الحصول على جواز سفره. في الوقت نفسه، أخبره معلمه «بالعديد من الأشياء الرائعة التي لا تصدق» عن الولايات المتحدة، ووصفها بأنها «بلد مثل الجنة... حيث كل شيء أكبر وأعظم وأجمل مما كان عليه في أي وقت مضى. في أي مكان آخر في العالم... حيث يقوم الرجال بأعمال العمالقة ويفكرون بأفكار الله». يدرك رزق، حتى في مخيلته، أن أمريكا كانت «كل ما لم تكن عليه حياتي الحالية» كما يقول، خاصة بالنظر إلى الأهوال التي حلت بسوريا في الحرب العالمية الأولى. بمجرد أن تمكن من ذلك، غادر سوريا إلى الولايات المتحدة. في مرفأ بيروت، استقل سفينة S/S Sinaia، التي أبحرت في 30 آذار/مارس 1927 ووصلت إلى ميناء بروفيدانس، رود آيلاند، في 27 أبريل. بصفته نجل تشارلز رزق، وهو مواطن أمريكي متجنِّس، سافر على جواز السفر الأمريكي رقم 323879.

### النتاج الأدبي
وَصْفُ رزق للشباب مثير للاهتمام لعدة أسباب: أولاً، لم يكن شائعًا في ذلك الوقت للمهاجرين السوريين أن يصوروا رحلتهم إلى الولايات المتحدة. ثانيًا، يتجاهل رزق الحقيقة الواضحة وهي أن لغته الأم هي العربية، ونأى بنفسه عن الجوانب الإسلامية للثقافة السورية. ثالثًا، على الرغم من إعجابه بمدينة نيويورك،  فإن تصوير رزق لأمريكا «لا يشبه شيئًا مثل الجحيم» كما كتب. لم يدرك تحقيق حلمه الأمريكي حتى عاد إلى وطنه ورأى المشاكل التي تواجه كل من الشرق الأوسط وأوروبا في الحقبة النازية (بما في ذلك الأعداد الكبيرة من اللاجئين اليهود إلى فلسطين) ليبدأ في أن يصبح مدافعًا صوتيًا للقيم الأمريكية، باستخدام وضعه كمهاجر كأساسٍ لخبرته. في هذا الصدد، انضمَّ إلى كتاب مهاجرين آخرين مثل ماري أنتين ولويس أداميك، اللذين يمجّدان فضائل الاندماج. نُشرت نسخة منقحة من كتاب يانكي السوري الذي ألَّفهُ رزق في عام 2000 من قبل صديقٍ له هو هارولد شميدت وذلك تحت عنوان جديد هو: «أمريكا: أكثر من بلد».

## الأهمية الأدبية
تأتي مساهمات رزق في الأدب الأمريكي من الوقت الذي كتب فيه ومن الطريقة التي كتب بها عن أمريكا. كما لوحظ أعلاه، يعرض كتابه الحلم الأمريكي على أنه شيء يحققه المهاجرون في الواقع. وهكذا يقدم ما يمكن تسميته وجهة نظر متفائلة للغاية للهجرة والاستيعاب وهي وجهة نظر لم يُشاركها جميع المؤلفين المهاجرين في هذه الفترة. لكن عمله مهم أيضًا – كما يقول النقاد – في الوقت الذي كُتب فيه. في هذه المرحلة من الثقافة الأدبية العربية الأمريكية، تفكَّكت رابطة شعراء المهْجَر التي كانت تضمُّ كتاب عئب من أمثال خليل جبران وميخائيل نعيمي وإيليا أبو ماضي (وكتب معظمهم باللغة العربية)، والجيل اللاحق من الكتاب العرب الأمريكيين (معظمهم من الشعراء وليس الروائيين) والذين كانوا أقل تماسكًا وأقل اهتمامًا بالكتابة عن تراثهم أو هويتهم العربية. وهكذا برز رزق كواحدٍ من العرب الأمريكيين القلائل من منتصف القرن الذين يحظون باهتمام واسع النطاق. في الوقت نفسه، لم يعد من الممكن متابعة أهداف وإنجازات جامعة القلم، حيث أن زيادة العنصرية ضد العرب (في أعقاب الصراع العربي الإسرائيلي) جعلت التراث العربي للكتاب أكثر عبئًا وهو ما منحهم إحساسًا بـ «ماض مفكك». في نهاية المطاف، مع صعود حركات المقاومة العرقية في النصف الأخير من القرن، أدرك الكتاب الأمريكيون العرب أن رغبة رزق في انتقاد ثقافته الأم جاءت بنتائج عكسية، مما عزز الصور النمطية القبيحة وجعل القراء الأمريكيين العرب يشعرون بقدرٍ أقل من الحرية، وهكذا يقف رزق شاهدًا على عصره، على المد والجزر المتغيرة للتاريخ العربي الأمريكي وتذبذبها بين الاستيعاب والتنوع كما رأى الكثير نن النقاد.